# Hyptis bahiensis
Hyptis bahiensis là một loài thực vật có hoa trong họ Hoa môi. Loài này được Harley mô tả khoa học đầu tiên năm 2003.